# Comuna Klitîțk, Kamin-Kașîrskîi
Klitîțk (în ucraineană Клітицьк) este o comună în raionul Kamin-Kașîrskîi, regiunea Volînia, Ucraina, formată din satele Huta-Kaminska, Ialovațk și Klitîțk (reședința).

## Demografie
Componența lingvistică a satului Klitîțk
     Ucraineană (98,97%)
     Alte limbi (1,03%)
Conform recensământului din 2001, majoritatea populației satului Klitîțk era vorbitoare de ucraineană (98,97%), existând în minoritate și vorbitori de alte limbi.